# Corispermum crassifolium
Corispermum crassifolium är en amarantväxtart som beskrevs av Porphir Kiril Nicolai Stepanowitsch Turczaninow. Corispermum crassifolium ingår i släktet lusfrön, och familjen amarantväxter. Inga underarter finns listade i Catalogue of Life.